# Villa Pacheco
Villa Pacheco es una localidad de Bolivia, ubicada en los valles interandinos del país. Administrativamente se encuentra en el municipio de Tupiza de la provincia de Sud Chichas en el departamento de Potosí.
El pueblo está a una altitud de 2536 m s. n. m. en la fértil llanura fluvial del río San Juan del Oro en su margen izquierda, unos cien kilómetros antes de su desembocadura en el río Tumusla.
En esta localidad, antes llamada Livi Livi, nació el presidente de Bolivia Gregorio Pacheco el 4 de julio de 1823. Es por esta razón que la localidad fue renombrada en su honor por ley en 1926.

## Geografía
Villa Pacheco se encuentra en la parte sur de la meseta árida del Altiplano boliviano. El clima es fresco y seco debido a la ubicación sin salida al mar y es un clima diurno típico en el que las fluctuaciones de temperatura media entre el día y la noche suelen ser significativamente mayores que las fluctuaciones estacionales.
La temperatura media anual es de 13 °C y varía muy poco entre 8 °C en junio/julio y 16 °C de diciembre a febrero. La precipitación anual es de sólo unos 300 mm, con una estación seca pronunciada de abril a octubre con precipitaciones mensuales inferiores a 10 mm, y una estación lluviosa débil de diciembre a febrero con 60-80 mm de precipitación mensual.

## Transporte
Villa Pacheco se encuentra a una distancia de 328 km por carretera al sur de Potosí, capital del departamento del mismo nombre, y a 145 km de la ciudad de Tarija.
Desde Potosí, la ruta troncal Ruta 1 proveniente del lago Titicaca se dirige hacia el sureste y luego de 37 kilómetros llega al pueblo de Cuchu Ingenio. Aquí se bifurca la Ruta 14, que llega a la ciudad de Tupiza en dirección sur vía Tumusla, Cotagaita y Hornillos luego de 224 km. Desde allí, la Ruta 14 continúa por Suipacha y Yuruma, pasa por Mojo y termina en Villazón en la frontera con Argentina.
Diez kilómetros al sur de Mojo, un camino de tierra se bifurca hacia el este y conduce hacia Tarija por Tojo y Yunchará. En Tojo parte hacia el norte otro camino de tierra que bordea el río San Juan del Oro y luego de unos 19 km llega a Villa Pacheco.

## Demografía
La población de la localidad se ha reducido a la mitad en las últimas dos décadas:
| Año  | Habitantes | Fuente |
| ---- | ---------- | ------ |
| 1992 | 281        | Censo  |
| 2001 | 165        | Censo  |
| 2012 | 141        | Censo  |

La región tiene una importante población quechua, ya que en el municipio de Tupiza el 56 % de la población habla el idioma quechua.